# Culasta indecisa
Culasta indecisa là một loài bướm đêm trong họ Noctuidae.